# I Brygada Legionów Polskich
I Brygada Legionów Polskich – wielka jednostka piechoty Legionów Polskich. Do czasu rozwiązania podlegała rozkazom państw centralnych.

## Historia brygady
Pierwsza Kompania Kadrowa, w składzie 164 strzelców, zorganizowana przez Józefa Piłsudskiego ruszyła do boju pod dowództwem Tadeusza Kasprzyckiego „Zbigniew” na początku pierwszej wojny światowej 6 sierpnia 1914, a następnie 12 i 13 sierpnia 1914 stoczyła swój pierwszy bój pod Kielcami. 6 sierpnia przekroczył również granicę batalion dowodzony przez Mieczysława Neugebauera „Norwid” i Wacława Wieczorkiewicza „Scaevola” w składzie 2 kompanii kadrowej i zawiązków kolejnych kompanii. Wraz z batalionem do Królestwa wyruszył Józef Piłsudski z szefem sztabu Kazimierzem Sosnkowskim. W Miechowie batalion został zreorganizowany, dowództwo 2 kompanii objął Stanisław Tessaro „Zosik”, zaś 3 kompanii Wacław Wieczorkiewicz „Scaevola”. Dowództwo batalionu po odejściu Neugebauera, 13 sierpnia 1914 objął Edward Rydz „Śmigły”.

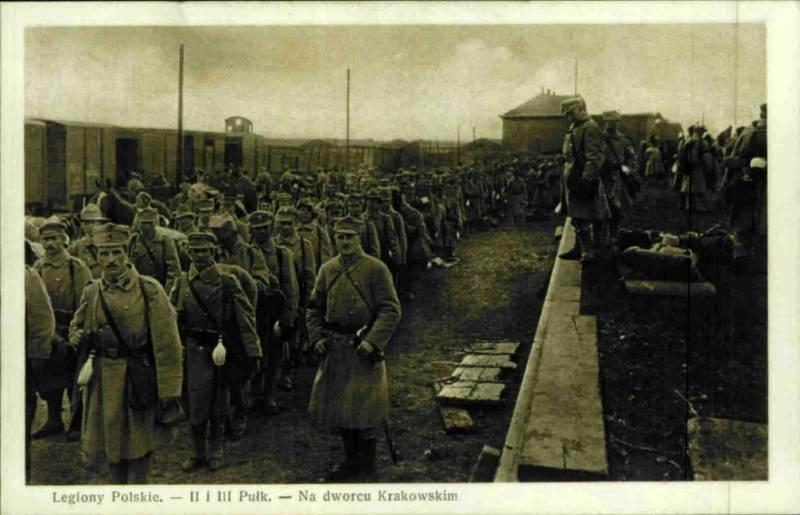
II i III Pułk na dworcu kolejowym w Krakowie, 1914

8 sierpnia w Krakowie sformowano trzynaście kolejnych kompanii. Z kompanii czwartej (dowódca Tadeusz Jakubowski „Mohort”), piątej (dowódca Julian Stachiewicz „Wicz”), szóstej (dowódca Tadeusz Karol Górski „Szary”), i siódmej (dowódca Stefan Biernacki „Dąb”), sformowano batalion pod dowództwem Jerzego Łuczyńskiego „Narbutt”. Po wyruszeniu z Krakowa pod Małogoszczą, oddział został określony jako I Batalion, w składzie czterech kompanii, liczący ok. 550 żołnierzy. Następnie dowództwo objął Marian Januszajtis „Żegota”. W październiku 1914 batalion przeszedł reorganizację. Wprowadzono strukturę 3 kompanii, zaprowadzono również stopnie oficerskie. Marian Januszajtis dowódca batalionu został kapitanem, zaś dowódcy kompanii porucznikami: pierwszej Stefan Bienacki „Dąb”, drugiej por. Franciszek Pększyc „Grudziński”, trzeciej zaś por. Kazimierz Bojarski „Kuba”. Kilka dni później przywrócono czwartą kompanię pod dowództwem por. Władysława Dragata. Batalion liczył wówczas ok. 500 żołnierzy.
Po bitwie pod Krzywopłotami oddziały podległe Józefowi Piłsudskiemu skierowały się do Krakowa, gdzie 19 grudnia 1914 zostały przeformowane w brygadę.
22–25 grudnia 1914, w okresie klęsk ponoszonych przez Austrię w ciężkich kilkudniowych walkach pod Łowczówkiem, Brygada zdołała utrzymać swoje pozycje. W czasie ofensywy państw centralnych brygada walczyła także w bitwie pod Konarami, prowadziła pościg za Armią Rosyjską walcząc pod Raśną. Wchodziła wówczas w skład 4 Dywizji Piechoty w II Korpusie armii austro-węgierskiej. Później, niemal przez rok, obsadzała front wołyński. W okresie ofensywy Brusiłowa toczyła ciężkie walki obronne pod Kostiuchnówką.

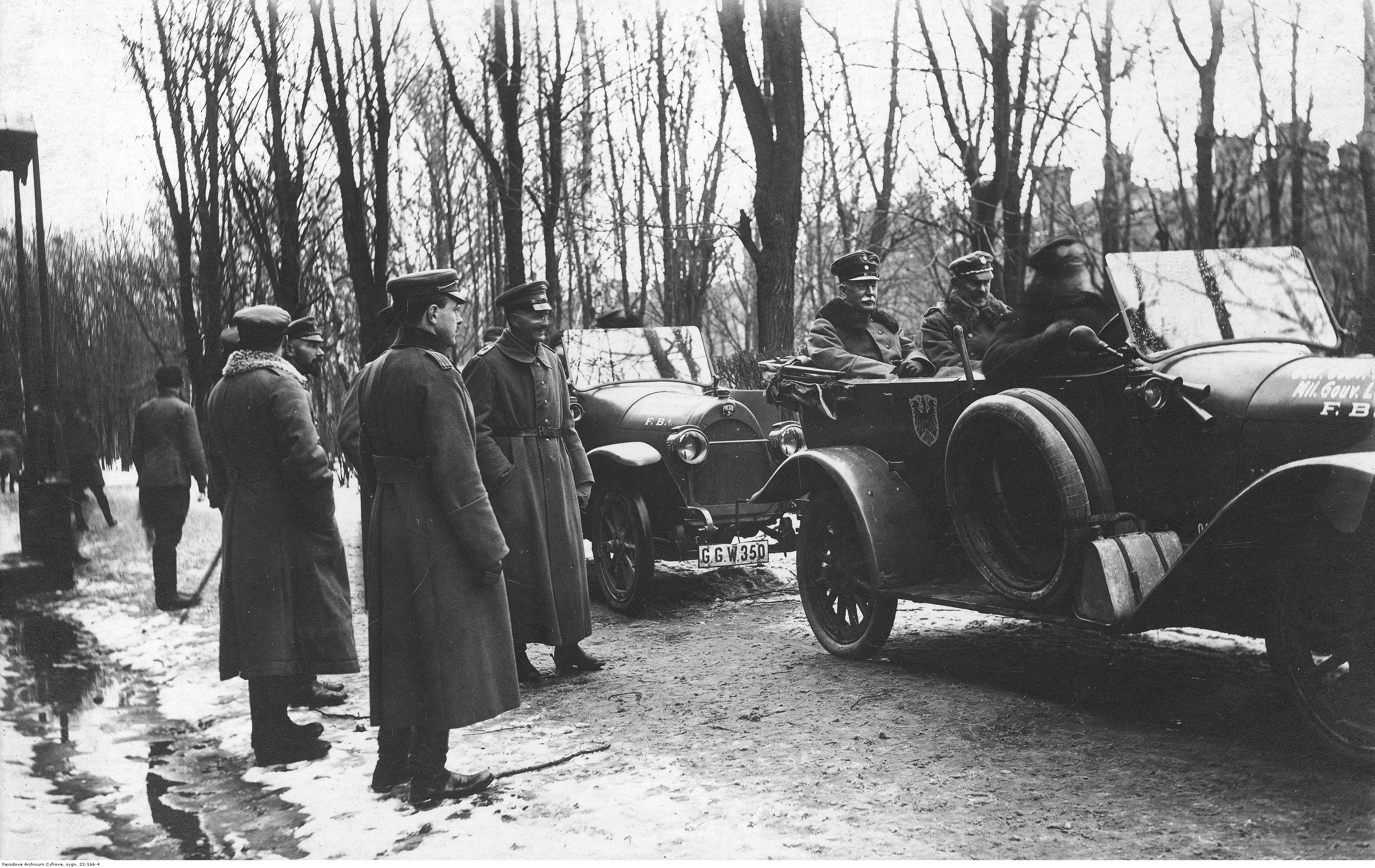
Inspekcja wojsk I Brygady Legionów Polskich przeprowadzana przez generała Felixa von Bartha i pułkownika Stanisława Szeptyckiego w Zambrowie, 13 stycznia 1917

Orzełek legionowy

Latem 1916 roku została wycofana z frontu, aby od września 1916, wchodząc w skład Polskiego Korpusu Posiłkowego, stać się podstawą do organizacji Wojska Polskiego.
Józef Piłsudski widząc, że tworzenie Wojska Polskiego nie postępuje zgodnie z jego i społecznymi dążeniami wydał tajne polecenie odmowy przysięgi legionistów, której zażądały władze niemieckie. W lipcu 1917 roku doszło do kryzysu przysięgowego, gdy I i III brygady odmówiły przysięgi i zostały rozwiązane. Józef Piłsudski i płk Sosnkowski zostali osadzeni w Magdeburgu (w twierdzy). Żołnierzy i podoficerów internowano w obozie w Szczypiornie pod Kaliszem, zaś wyższych oficerów oddano do dyspozycji władz austriackich. Resztę legionistów skierowano do Polskiego Korpusu Posiłkowego.
Po odzyskaniu niepodległości żołnierze i oficerowie I Brygady zorganizowali 1 Dywizję Piechoty Legionów.

## Obsada personalna Komendy I Brygady LP
Komendanci brygady:
- brygadier Józef Piłsudski (XII 1914 – IX 1916)
- płk Kazimierz Sosnkowski (IX – X 1916)
- płk Marian Januszajtis-Żegota (X 1916 – III 1917)

Szef sztabu:
- ppłk / płk Kazimierz Sosnkowski

## Skład

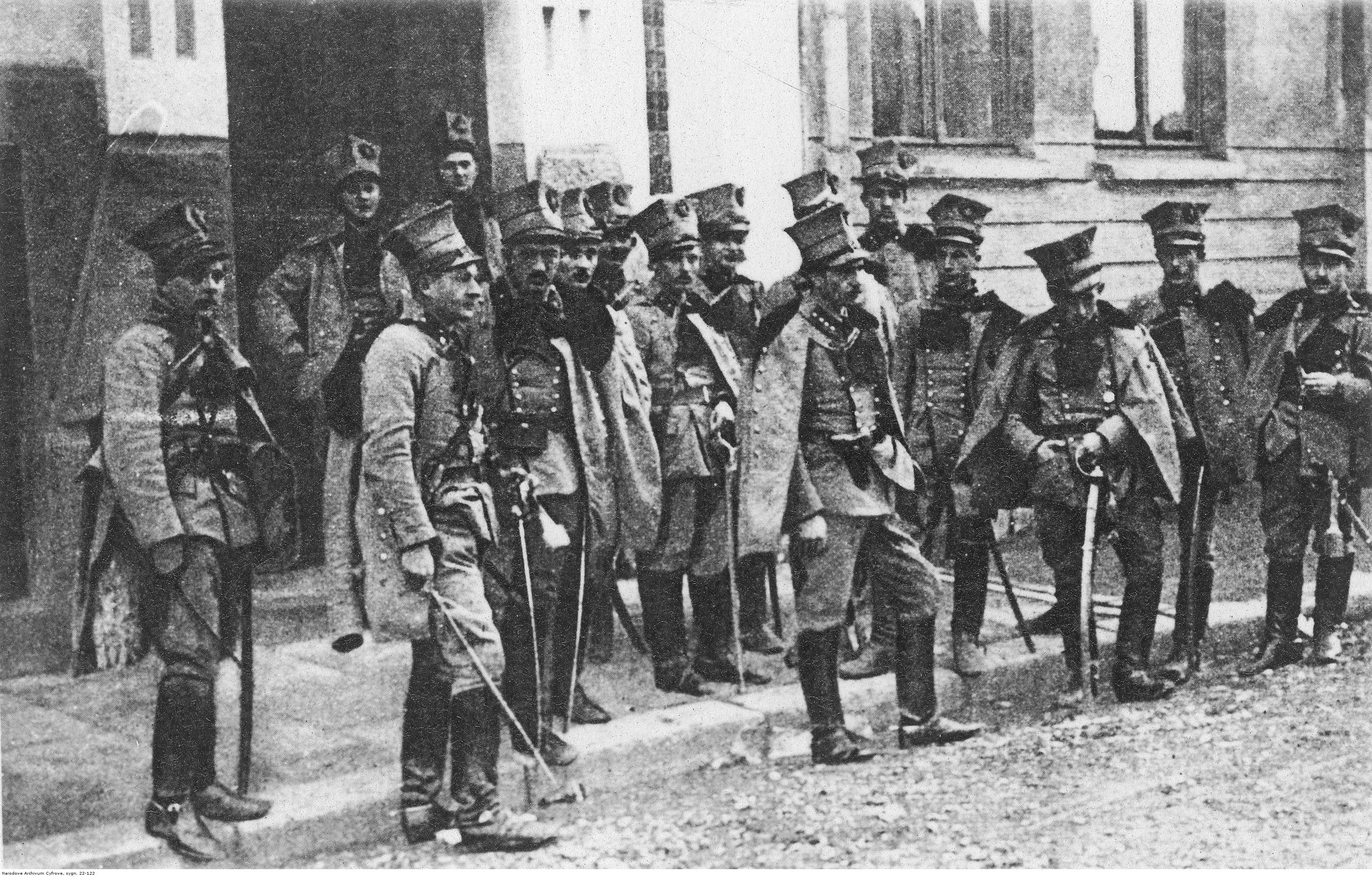
Ułani I szwadronu I Brygady Legionów Polskich, 18 grudnia 1914

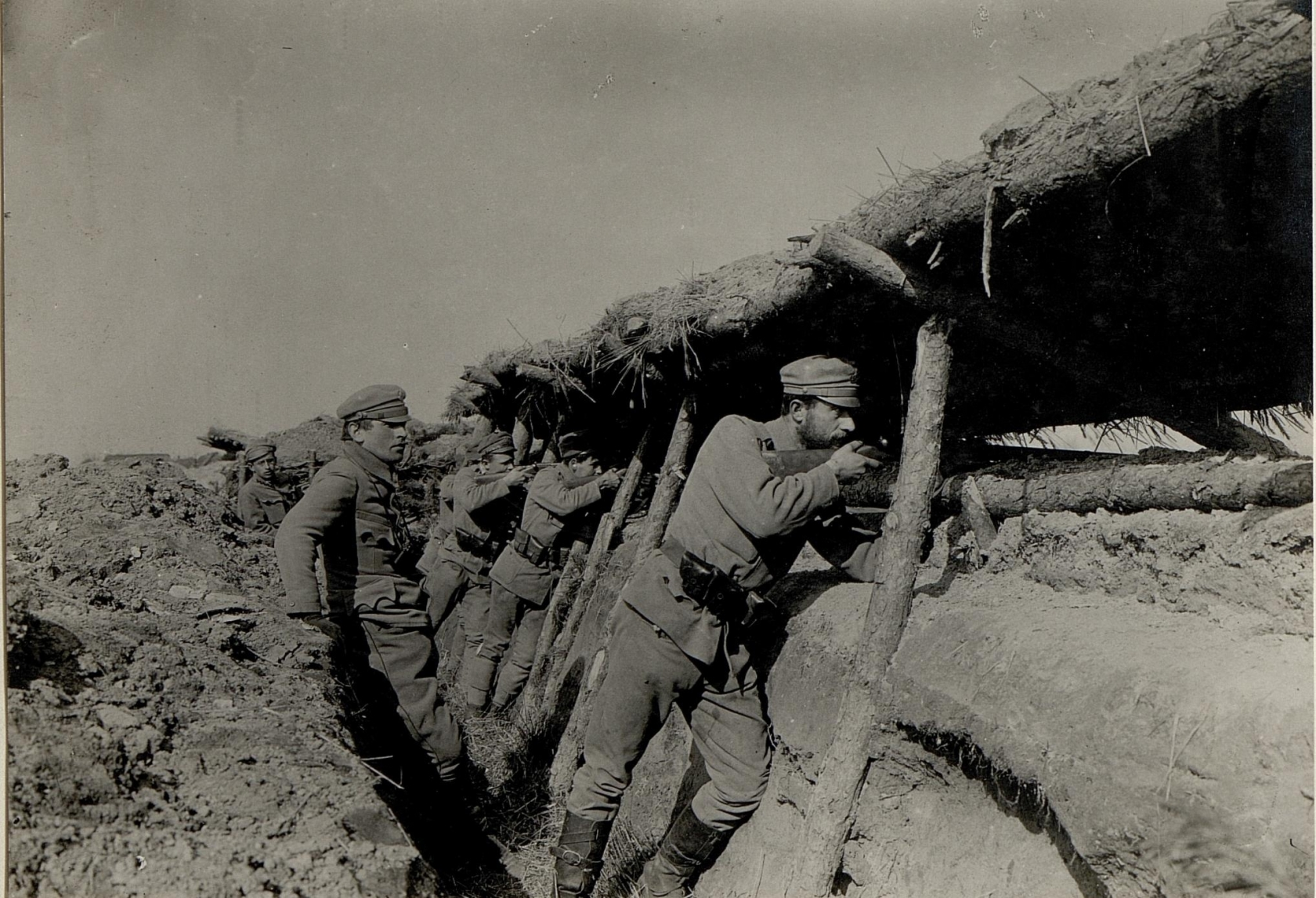
Żołnierze brygady w okopach

### Sierpień-wrzesień 1914
Faktycznie jako 1 pułk legionów.
- I batalion – Albin Fleszar Satyr;
- II batalion – Mieczysław Neugebauer Norwid;
- III batalion – Edward Rydz Śmigły;
- IV batalion – Tadeusz Furgalski Wyrwa;
- V batalion – Michał Karaszewicz Tokarzewski;
- VI batalion rekrucki – Franciszek Pększyc Grudziński;
- szwadron kawalerii – Władysław Prażmowski Belina[3].

### grudzień 1914
19 grudnia 1914 w Nowym Sączu pułk został przekształcony w samodzielną brygadę w składzie dwóch pułków po trzy bataliony:
- c. i k. Komenda I Brygady Legionów Polskich (niem. K. u. k. Kommando der I Brigade der polnischen Legion)
- 1 pułk piechoty – mjr Edward Rydz Śmigły;
  - I batalion – Kazimierz Paweł Bojarski Kuba;
  - II batalion – Józef Wilczyński Olszyna;
  - III batalion – Wacław Wieczorkiewicz Scewola;
- 5 pułk piechoty – Mieczysław Neugebauer Norwid;
  - IV batalion – Michał Karaszewicz Tokarzewski (w jego zastępstwie: Franciszek Pększyc Grudziński);
  - V batalion – Witold Ścibor-Rylski;
  - VI batalion – Albin Fleszar Satyr.

### 1915

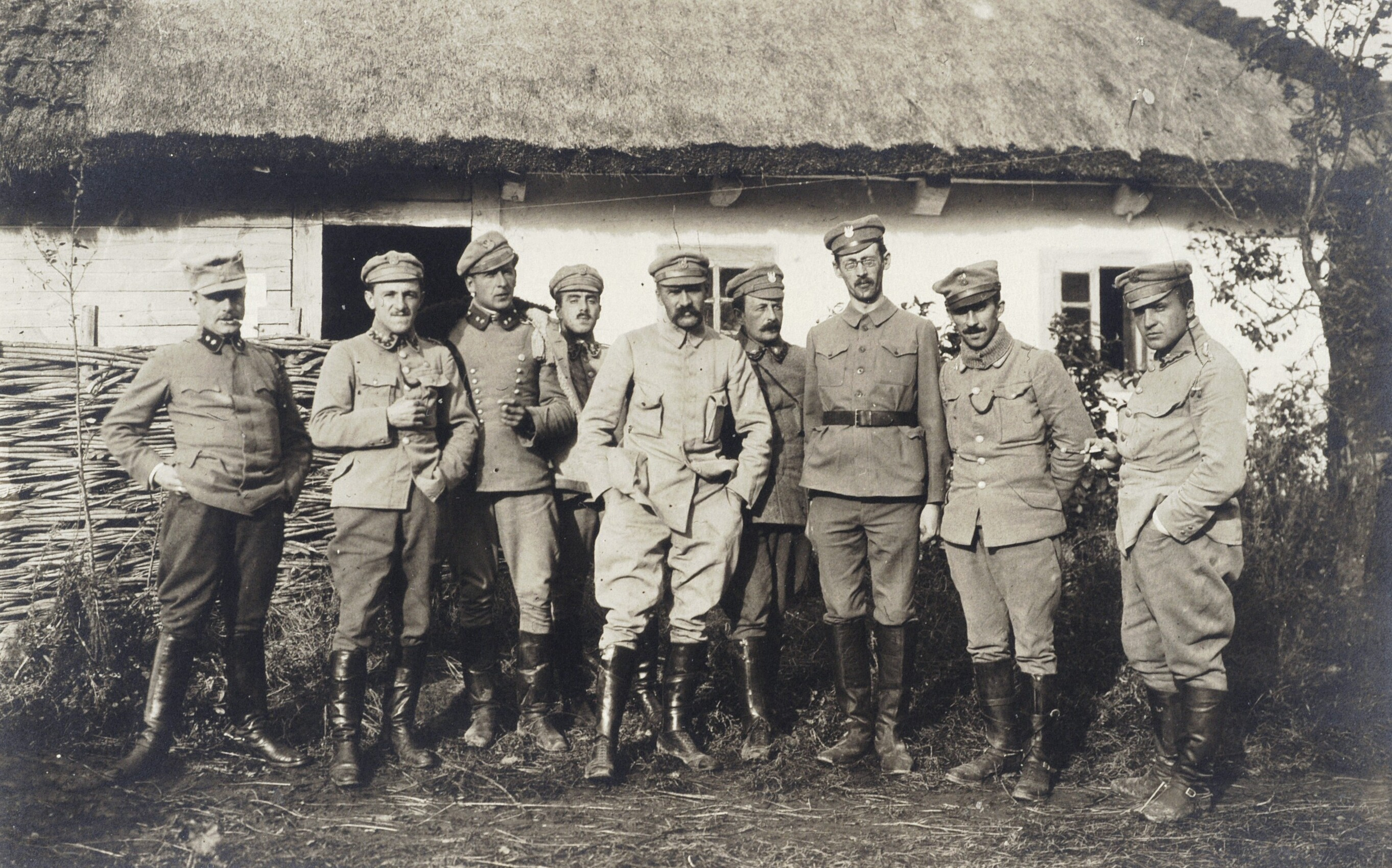
Oficerowie I Brygady Legionów: Tadeusz Piskor, Józef Piłsudski, Bolesław Długoszowski-Wieniawa, Ignacy Boerner, Zygmunt Sulistrowski, Emil Bobrowski, Konstanty Dzieduszycki, 1916

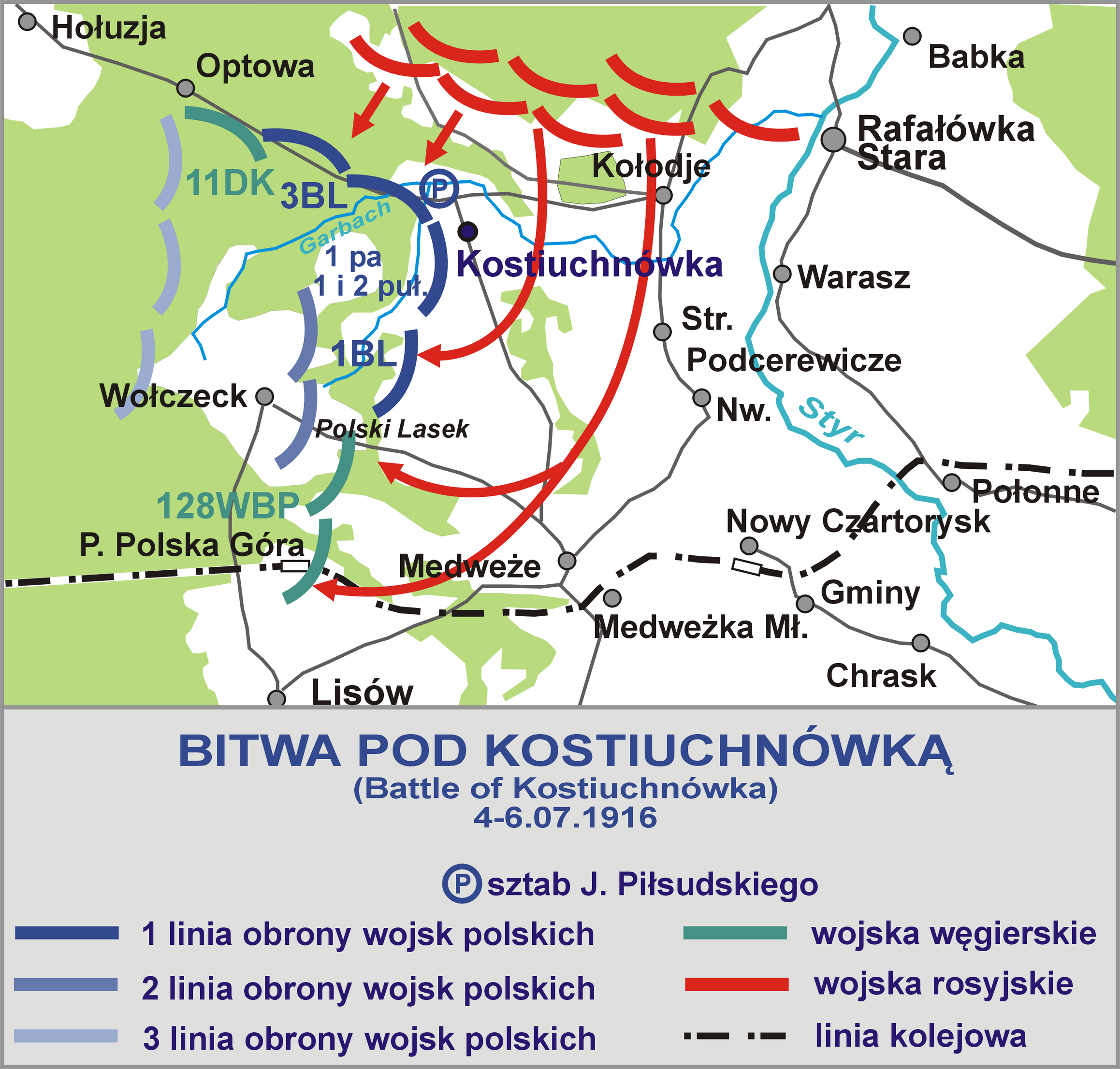
Bitwa pod Kostiuchnówką – mapa działań

Wbrew etatowi brygady, który przewidywał dwa pułki piechoty (1 i 5), Józef Piłsudski dokonał nieoficjalnego podziału sześciu posiadanych batalionów na trzy pułki. Trzeci pułk od 1916 nosił numer „7"
- c. i k. Komenda I Brygady Legionów Polskich
  - komendant – brygadier Józef Piłsudski
  - szef sztabu – ppłk Kazimierz Sosnkowski
- 1 pułk piechoty Legionów – mjr Edward Rydz Śmigły
  - I batalion
  - II batalion (eks-III baon)
- 5 pułk piechoty Legionów – mjr Mieczysław Neugebauer Norwid, a następnie kpt. Leon Berbecki
  - I batalion (eks IV baon) – kpt. Stanisław Sław-Zwierzyński
  - II batalion – kpt. Tadeusz Piskor (14 V – 20 VIII 1915), a następnie mjr Tadeusz Furgalski
- 3 pułk piechoty Legionów – mjr Mieczysław Trojanowski Ryś, a następnie Michał Żymierski
  - I batalion (eks-V baon)
  - II batalion (eks-VI baon)
- 1 dywizjon kawalerii – Władysław Prażmowski Belina;
- 2 dywizjon artylerii – Ottokar Brzezina Brzoza;
- kompania saperów – kpt. Mieczysław Dąbkowski[6].